# Lypha orbitalis
Lypha orbitalis är en tvåvingeart som beskrevs av Aldrich 1934. Lypha orbitalis ingår i släktet Lypha och familjen parasitflugor. Inga underarter finns listade i Catalogue of Life.